# Macropsis makarovi-unav.
Macropsis makarovi-unav. är en insektsart som beskrevs av Aleksey A. Zachvatkin 1953. Macropsis makarovi-unav. ingår i släktet Macropsis och familjen dvärgstritar. Inga underarter finns listade i Catalogue of Life.